# Oswaldia lauta
Oswaldia lauta là một loài ruồi trong họ Tachinidae.